# Erich Schmidt

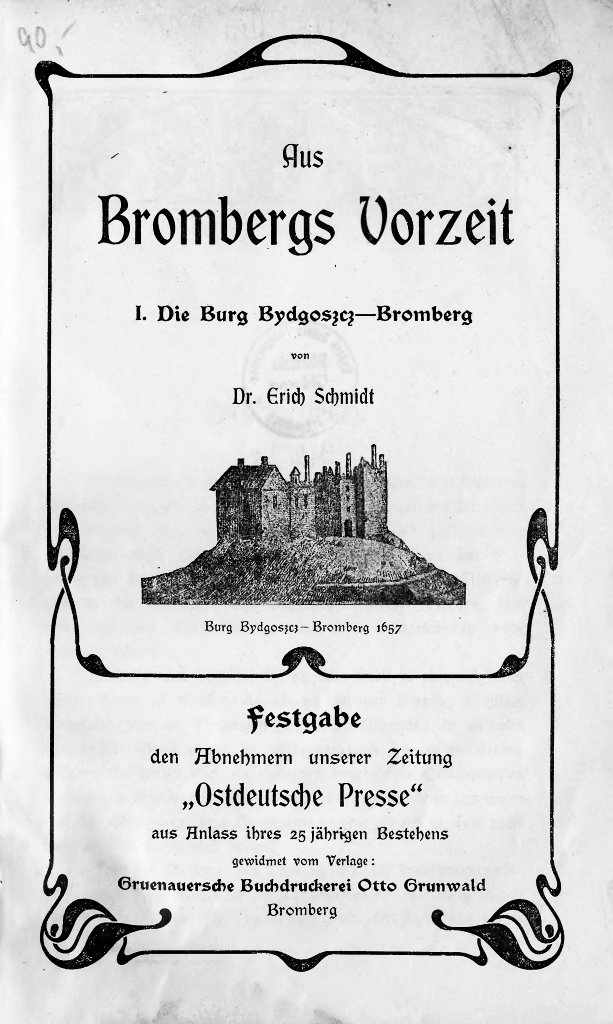
Strona tytułowa „Aus Brombergs Vorzeit” (1902) autorstwa Ericha Schmidta

Erich Schmidt (ur. 1861 w Łobżenicy, zm. 1911 w Ermatingen) – pedagog, historyk-regionalista, badacz dziejów miasta Bydgoszczy.

## Życiorys
Urodził się 12 października 1861 r. w Łobżenicy. Był synem Juliusa, miejscowego adwokata. Po nauce w szkole ludowej w Łobżenicy, uczęszczał do gimnazjum w Lipsku. W 1874 r., gdy jego ojciec przeniósł swoją kancelarię adwokacką do Bydgoszczy, kontynuował naukę w bydgoskim Królewskim Gimnazjum Fryderyka Wilhelma, gdzie też złożył egzamin dojrzałości.
W 1880 r. rozpoczął studia w zakresie historii, filologii klasycznej, orientalnej i niemieckiej oraz filozofii na uniwersytecie w Lipsku. W 1882 r. przeniósł się na uniwersytet w Halle, gdzie w 1884 r. złożył egzamin, uzyskując stopień naukowy doktora. Jego rozprawa została nagrodzona jako najlepsza w roku akademickim 1883/1884.
W 1885 r. podjął pracę jako pedagog w bydgoskim gimnazjum, którego był absolwentem. Cztery lata później uzyskał stopień wyższego nauczyciela (niem. Oberlehrer). W 1903 r. zatrudniono go jako docenta w nowo założonej Królewskiej Akademii w Poznaniu. Prowadził tam wykłady z historii Florencji w epoce Medyceuszy. W listopadzie 1904 r. otrzymał tytuł profesora. Była to nominacja przyspieszona, której udzielono poza normalnym trybem, ze względu na znaczący dorobek naukowy.

### Działalność naukowa
Pasją Schmidta były badania i pisarstwo historyczne. W 1885 r. zaraz po objęciu pracy w Bydgoszczy, wstąpił do założonego w 1880 r. Towarzystwa Historycznego Obwodu Nadnoteckiego. W 1886 r. został członkiem zarządu towarzystwa, w 1896 r. zastępcą, a w 1909 r. przewodniczącym zarządu. W 1902 r., po włączeniu Towarzystwa Historycznego jako wydziału w struktury utworzonego wówczas Niemieckiego Towarzystwa Sztuki i Wiedzy, wszedł w skład zarządu głównego tej organizacji.
Odegrał istotną rolę w zmaganiach z administracją Prowincji Poznańskiej, która usiłowała podporządkować sobie bydgoską organizację. Głównie jemu przypisuje się powołanie odrębnego i niezależnego towarzystwa w Bydgoszczy. Był jednym z najaktywniejszych członków Towarzystwa Historycznego. Już w 1886 r. opublikował spis zgromadzonych dotąd rękopisów, książek i map. W 1890 r. na ich przechowywanie przeznaczono chór w kościele klarysek. Prowadził działalność popularyzatorską i publikował na łamach Rocznika Towarzystwa artykuły o historii Bydgoszczy.
Obszarem jego szczególnego zainteresowania badawczego były dzieje miasta do 1772 r. Badania swoje rozpoczął od gruntownej kwerendy archiwum miejskiego, dzięki czemu odnalazł wiele nieznanych dotąd dokumentów. Jednym z ważniejszych jego przedsięwzięć było przetłumaczenie na język niemiecki oraz przygotowanie do edycji źródłowej dokumentu lokacyjnego miasta z 1346 r. Podjął się także opracowania kilku innych dokumentów-przywilejów miejskich z lat 1493–1634. Sporządził wiele odpisów z ksiąg miejskich Bydgoszczy. Często podejmował problematykę ustroju władz miejskich, politycznego i gospodarczego rozwoju miasta. Jego zasługą było opublikowanie Kroniki klasztoru bernardynów w Bydgoszczy. Spenetrował także zasoby archiwów w Toruniu, Gdańsku i Poznaniu. Przez wiele lat gromadził źródła do dziejów miasta z zamiarem przygotowania bazy do monografii historycznej Bydgoszczy.
Inną dziedziną jego zainteresowań badawczych była prehistoria. Uczestniczył w kilku pracach wykopaliskowych m.in. w Wudzynku, Fordonie, Buszkowie i Wąsoszu. Wzbogacił znacznie zbiór obiektów archeologicznych, który stał się podwaliną pod przyszłe Muzeum Miejskie. Opublikował dwa artykuły poświęcone okresom brązu i żelaza na obszarze Obwodu Nadnoteckiego. Zainteresował się również problematyką narodowościową, osadnictwem holenderskim i niemieckim w tym regionie. Był zafascynowany dokonaniami, które stały się udziałem króla Prus Fryderyka II. Potem badaniami tymi objął teren całej Prowincji Poznańskiej. Śledził i wydobywał niemieckie elementy w jej historii. Zagadnieniu temu poświęcił swoje najważniejsze dzieło pt. Die Geschichte des Deutschtums im Lande Posen unter polnischen Herrschaft, wydane w Bydgoszczy w 1904 r.
Schmidt uczestniczył również w życiu naukowym Prowincji Poznańskiej. W 1909 r. wziął udział w kongresie antropologów i prehistoryków w Poznaniu, a w 1911 r. w zjeździe niemieckich filologów i pedagogów. Pod koniec życia zainteresował się historią Watykanu. W roku szkolnym 1907/1908 otrzymał urlop naukowy i wyjechał do Rzymu. Tam zatrudniony został w Królewskim Pruskim Instytucie Historycznym. Po roku powrócił do pracy w bydgoskim gimnazjum. Z długotrwałych urlopów naukowych korzystał wielokrotnie, znajdując zrozumienie ze strony szkoły, ze względu na powszechne uznanie dla jego dokonań badawczych.
Erich Schmidt był najwybitniejszym niemieckim historykiem-regionalistą, zajmującym się dziejami Bydgoszczy. Jako człowiek wykształcony i pełen pasji, interesował się również historią sztuki, przyrodą i biologią, a także geologią. Lubił życie towarzyskie i znany był z poczucia humoru.
Zmarł 31 lipca 1911 r. w szwajcarskiej miejscowości Ermatingen nad Jeziorem Bodeńskim, gdzie spędzał urlop. Przyczyną jego nagłej śmierci był zawał serca. Staraniem Towarzystwa Historycznego Obwodu Nadnoteckiego i Towarzystwa Historycznego Prowincji Poznańskiej w kościele klarysek ufundowano tablicę pamiątkową z brązu ku jego czci.

## Rodzina
Erich Schmidt nie założył własnej rodziny. W Bydgoszczy zamieszkiwał przy ul. Zduny 20.

## Publikacje
- Aus Brombergs Vorzeit, Bydgoszcz 1902
- Die Geschichte des Deutschtums im Lande Posen unter polnischen Herrschaft, Bydgoszcz 1904

Schmidt pozostawił po sobie część materiałów źródłowych, których nie zdążył wykorzystać do zamierzonych publikacji. Spuściznę tę przechowuje Wojewódzka i Miejska Biblioteka Publiczna w Bydgoszczy.